# Stranger on the Run
Stranger on the Run is een Amerikaanse western uit 1967 onder regie van Don Siegel. In Nederland en Vlaanderen werd de film destijds uitgebracht onder de titel De man op de vlucht.

## Verhaal
De ex-gevangene Ben Chamberlain wordt beticht van moord door de machtsbeluste sheriff McKay, die zijn onmin op hem wil botvieren. Hij zendt Chamberlain de woestijn in met één uur voorsprong. Daarna stuurt hij zijn gewelddadige burgerwacht op hem af.

## Rolverdeling
| Acteur          | Personage        |
| --------------- | ---------------- |
| Henry Fonda     | Ben Chamberlain  |
| Anne Baxter     | Valverda Johnson |
| Michael Parks   | Vince McKay      |
| Dan Duryea      | O.E. Hotchkiss   |
| Sal Mineo       | George Blaylock  |
| Lloyd Bochner   | Mijnheer Gorman  |
| Michael Burns   | Matt Johnson     |
| Tom Reese       | Leo Weed         |
| Bernie Hamilton | Dickory          |
| Zalman King     | Larkin           |
| Madlyn Rhue     | Alma Britten     |
| Walter Burke    | Abraham Berk     |
| Rodolfo Acosta  | Mercurio         |
| George Dunn     | Pilney           |
| Pepe Hern       | Manolo           |